# Майкъл (филм, 2025)
„Майкъл“ (на английски: Michael) е американска биографична музикална драма от 2025 г. на режисьора Антоан Фукуа за живота на американския певец, текстописец и танцьор Майкъл Джексън. Във филма участват Джафар Джексън, Колман Доминго, Ния Лонг, Майлс Телър, Лора Хариер, Кат Греъм, Ларенц Тейт и Дерек Люк.
Филмът се очаква да излезе по кината в Съединените щати на 3 октомври 2025 г. в разпространение от „Лайънсгейт“ и „Юнивърсъл Пикчърс“ в световен мащаб.